# 石川弘義
石川 弘義（いしかわ ひろよし、1933年2月26日 - 2009年12月30日）は、日本の社会心理学者。成城大学名誉教授。元大衆文学研究会会長。

## 人物
東京町屋生まれ。父は建築業を経て、宮内庁の営繕に勤務。第九峡田小学校、旧制東京府立第十一中学校（後の東京都立江北高等学校）を経て、一橋大学社会学部卒業。大学では南博ゼミナールに所属。
社会心理研究所、コロンビア大学研究員を経て1967年頃から成城大学助教授、教授。2004年定年、名誉教授。ゼミの指導学生に宮島和美元ファンケル社長などがいる。
1961年には尾崎秀樹、武蔵野次郎が創立した「大衆文学研究会」に編集委員として参加。のち、大衆文学研究会会長もつとめた。
2009年肺炎のため東京都目黒区の病院で死去。享年76。
大衆文化、広告、若者論、性などについて広範な著述と翻訳を行った。
「世田谷・九条の会」呼びかけ人を務めていた。

## 著書
- 『日本人の社会心理』三一新書 1965
- 『欲望の戦後史 進行する意識革命』講談社（ミリオン・ブックス）1966
- 『広告の理論史』誠文堂新光社（ブレーン・ブックス）1968
- 『欲望を創る人々 現代のイメージメーカーたち』毎日新聞社（Core books）1969
- 『現代の欲望 変わる消費者心理とマーケット』日本経済新聞社（日経新書）1969
- 『情報社会の心理 放送・広告心理学』岩崎放送出版社（放懇シリーズ）1970
- 『人間派サラリーマン 生きがい・遊びがいの再発見』ダイヤモンド社 1972
- 『大衆戦略 天下を取る魔術の解明』ベストセラーズ 1973
- 『欲望の考現学 消費者心理はどう変わったか』日本経済新聞社（日経新書）1974
- 『“NO"の言い方』ごま書房（ゴマブックス）1975
- 『うちの娘に限って! 親は、女の子の性をどう扱ったらよいか?』主婦と生活社(21世紀ブックス）1975
- 『非行の前兆』ごま書房（ゴマブックス）1976
- 『人間の見せ方』広済堂出版（Kosaido books）1977
- 『人間の読み方』広済堂出版 1977 のち文庫
- 『肉体言語術 人の心は腕組み一つにも表われる』ごま書房（ゴマブックス）1977
- 『頭の時計を使う法』ごま書房（ゴマブックス）1978
- 『仮性成熟の時代 <戦無派世代>は何を考えるか』徳間書店 1978
- 『サラリーマンの時間表 一日の時間管理法から生涯設計のたて方まで』主婦と生活社 1978
- 『それでも若者ですか』ごま書房（ゴマブックス）1978
- 『日本人のライフ・スタイル 新生活感覚の研究』マネジメント社 1979
- 『情報網の作り方』ごま書房（ゴマブックス）1979
- 『職場で悩む女性へ OLの生きがい論』光文社（カッパ・ビジネス）1979
- 『知的文章の書き方 発想力・表現力を磨くテクニック』徳間書店 1979
- 『80年代・若者を動かす法 新鋭ビジネスマンの育て方』PHP研究所 1979
- 『愛と結婚の知的冒険 二人の絆を深める夫婦文化の心理学』海竜社（ドラゴン・ブックス）1979
- 『時間価値の見つけ方 あなたは時間に殺されている!』徳間書店 1980
- 『ビジネスマンの視点21章 人間心理学による自己点検のすすめ』大和出版 1981
- 『多重型人間の生き方』ごま書房（ゴマブックス）1981
- 『人間関係の読み方 結ぶ・動かす・支配する』広済堂出版 1981
- 『欲望の構造』誠文堂新光社 1981
- 『人にイエスをいわせる法 相手を読み、自分を売り込む説得のテクニック』実業之日本社（実日新書）1981
- 『女のボディランゲージ』ごま書房 1982 改題「女の見抜き方」ゴマブックス
- 『会議の心理学』筑摩書房（ちくまセミナー）1983 のち文庫
- 『発想の現場学 ヒット広告の社会心理』日本リクルートセンター出版部 1983
- 『人間の読み方見せ方 成功を呼ぶ心理マネージメントのすべて ビジネス版』広済堂出版 1986
- 『妻からの贈りもの』海竜社 1986
- 『死の社会心理』金子書房 1990
- 『生きる心理死ぬ心理』新日本出版社 1997
- 『マスタベーションの歴史』作品社 2001

### 共編著
- 『日本のホワイト・カラー』宇治川誠共著 日本生産性本部 1961
- 『社内報 サラリーマンのジャーナリズム』鈴木均、丸山尚共著 東洋経済新報社（東経新書）1965
- 『個性化時代 '70年代の商品化戦略』福田成美共著 誠文堂新光社（ブレーンブックス）1969
- 『おんなに売る心理学 対女性セールス20の定理』学習研究社 1970
- 『シチズンの精密経営 個性化時代の商品哲学』学習研究社（ガッケン・ビジネス）1971
- 『性』野口武徳共著 弘文堂（ふぉるく叢書）1974
- 『日本人とことば』 ぎょうせい 1975
- 『頭をよくする本』坂田稔共編 ペップ出版 1976
- 『非行・この実態 何が彼らをそうさせるのか』高木俊彦共著 日新報道 1976
- 『子供をダメにする母親 問題児をつくる母親のタイプ・家庭教育・育児法』高木俊彦共著 海竜社 1977
- 『日常コミュニケーションの社会心理学』ブレーン出版 1978
- 『余暇の戦後史』 東京書籍（東書選書）1979
- 『30代を解剖する』 亜紀書房 1980
- 『心理学面白事典 楽しみながら心理学に強くなる本』磯貝芳郎共編 主婦と生活社 1981
- 『娯楽の戦前史』 東京書籍（東書選書）1981
- 『石川弘義のベストセラー大百科』現代出版情報研究所企画・編、辰巳出版 1982
- 『若者の読み方 「見えすぎる社会」にとまどう意識と行動』折橋徹彦共著 広済堂出版 1988
- 『出版広告の歴史 1895年…1941年』尾崎秀樹共著 出版ニュース社 1989
- 『人の心の見抜き方 性格・本音が手に取るように読める 失敗しない人間関係を築くコツ』 HBJ出版局 1991
- 『椅子のない男たち たしかな生き方への処方箋』フィールドワークチーム共著 広済堂出版 1993
- 『広告からよむ女と男 ジェンダーとセクシュアリティ』滝島英男共編 雄山閣出版 2000
- 『戦後メディアの読み方 活字・映像・広告・セクシュアリティを考える』山中正剛共編 勁草書房 2001

## 翻訳
- J.&J.レイナー『結婚入門』光文社 1959
- H.キャントリル『社会運動の心理学』南博、滝沢正樹共訳 岩波書店（岩波現代叢書）1959
- ハロルド・J.リービット『経営の心理学』川勝久、滝島英男共訳 法政大学出版局 1960
- ヴァンス・パッカード『浪費をつくり出す人々』南博共訳 ダイヤモンド社 1961
- R.デニー『ミューズのおどろき 大衆文化の美学』紀伊国屋書店 1963
- V.パッカード『性の荒野』奈良林祥共訳 ダイヤモンド社 1971
- ジュリアス・ファスト『ボディー・ランゲージ』読売新聞社 1971
- マーティン・シェパード、マジョリー・リー『裸の16時間 集団/心理実験レポート』日本リーダーズダイジェスト社（ペガサス カスタム）1973
- R.アルツシューラー、N.レガッシュ『IC無限商法の秘密』読売新聞社 1973
- デズモンド・モリス『ふれあい 愛のコミュニケーション』平凡社 1974 のちライブラリー
- ロバート・L.ホワイトサイド『フェイス・ランゲージ』読売新聞社 1975
- エリック・バーン『交流分析による愛と性』深沢道子共訳 番町書房 1976
- ウイリアム・H・マスターズ、バージニア・E・ジョンソン『快楽のきずな 「現代人の性」に関するマスターズ博士夫妻の研究』実業之日本社 1976
- シェアー・ハイト『ハイト・リポート』part 1-2 パシフィカ 1977
- A.ミディア、K.トンプソン『アゲインスト・レイプ なぜ女性はレイプされるか』有馬真喜子共訳 双葉社 1977
- メアリアン・ラファエル、ジェニファー・ウルフ『失われた青春 アメリカのラナウェイたち』講談社 1977
- G.カトーナ、B.ストランペル、E.ツァーン『欲望の心理経済学 その国際比較研究』原田勝弘共訳 ダイヤモンド社 1977
- M.フィッシュウィック『現代アメリカのポップヒーロー』時事通信社 1979
- キャロル・タヴリス、スーザン・サッド『レッドブック・リポート ミセスのセクシュアル・ライフ研究』講談社 1979
- クリストファー・ラッシュ『ナルシシズムの時代』ナツメ社 1981
- ラモーナ・S.アダムズ『自分の生きかた 消去法の人生開拓』三笠書房 1981
- シドニー・レッカー『マネー・パーソナリティ ビジネス、金儲けで成功する七つの性格』番町書房 1982
- ゴードン・P.ミラー『決断力』三笠書房 1982
- ジュリアス・ファスト『ボディー・ランゲージQ&A』読売新聞社 1983
- マーシャ・ラズウェル、ノーマン・ロブセンツ『若い女性に贈る「愛」の本』三笠書房 1983
- ジャクリーン・シムナウアー&デイビッド・キャロル『シングルズ/リポート』三省堂 1984
- ロバート・J.リンガー『人間の迫力』三笠書房 1984
- スラリー・ブロトニク『昇進の危機 会社における「成功」と「失敗」の法則』浅沼昭子共訳 ティビーエス・ブリタニカ 1985
- クリストファー・ラッシュ『ミニマルセルフ 生きにくい時代の精神的サバイバル』時事通信社 1986
- ジュリアス・ファスト『ボディー・ポリティクス 体話の戦法 自分を大きく売り込むパフォーマンス実例集』読売新聞社 1987
- マイケル・W.アイゼンク『ハピネス 愛と性と幸福への心理学』山根三沙共訳 新世社 1992
- ヘレン・シンガー・カプラン『新しい性の知識 すばらしい愛を築くために』星和書店 1997